# Музеи Московской области
Музеи Московской области — список государственных музеев федерального, регионального и муниципального подчинения, а также частных музеев, расположенных на территории Московской области, а также на территории Москвы вне пределов МКАД. О музеях Москвы внутри МКАД см. Список музеев Москвы.
Список неполный.

## Список музеев

### Музеи в усадьбах
| Фото | Название                                                       | Местоположение | К какому музею относится                                                            | Сайт | Описание |
| ---- | -------------------------------------------------------------- | --- | ----------------------------------------------------------------------------------- | ---- | --- |
|      | Абрамцево                                                      | село Абрамцево, Сергиево-Посадский район | Государственный историко-художественный и литературный музей-заповедник «Абрамцево» | Сайт | Усадьба, принадлежавшая сперва писателю С. Т. Аксакову, а затем купцу Савве Мамонтову, меценату и покровителю русских художников, который превратил её в один из ключевых центров русской художественной жизни, в место, где подолгу жили и работали И. Е. Репин, В. М. Васнецов, В. Д. Поленов, Е. Д. Поленова, М. А. Врубель, М. В. Нестеров и ряд других художников. Хорошо сохранившийся усадебный комплекс с главным домом, парком, церковью и павильонами в неорусском стиле.                                                                              |
|      | Архангельское                                                  | городской округ Красногорск, посёлок Архангельское                                                                                              | Архангельское (музей-усадьба)                                                       | Сайт | Родовая усадьба князей Юсуповых с собственным большим парком на берегу Москвы-реки, одна из самых богатых и хорошо сохранившихся усадеб Московской области. Главный дом, французский регулярный и английский пейзажный парк, статуи, павильоны. |
|      | Белая дача (На данный момент музей находится на реконструкции) | Город Котельники, микрорайон Белая Дача, дом 1А (непосредственно на внешней стороне МКАД около тц Мега—Белая дача)                              | Музей агрохолдинга «Белая Дача»                                                     | Сайт | Усадьба генерала Н. Я. Аршеневского, давшая имя одноимённому совхозу. Главное здание усадьбы, небольшой парк и пруд. В усадьбе — музей овощеводства и истории посёлка (краеведческий музей). |
|      | Боблово                                                        | Клинский район вблизи деревни Боблово | Музей-заповедник Д.И. Менделеева и А.А. Блока                                       | Сайт | Музей-усадьба выдающегося химика, первооткрывателя периодического закона химических элементов Д. И. Менделеева. |
|      | Большие Вязёмы                                                 | Одинцовский район, посёлок городского типа Большие Вязёмы (непосредственно смыкается с городом Голицыно)                                        | Государственный историко-литературный музей-заповедник А. С. Пушкина                | Сайт | Личная вотчина боярина (затем — царя) Бориса Годунова, позднее — родовая усадьба князей Голицыных, связанная с именем А. С. Пушкина, который рос в соседней усадьбе Захарово (см. ниже). Главный дом, павильоны, огороженный благоустроенный парк, уникальная церковь, построенная по приказу Годунова (освящена в 1600 году). Большую историческую ценность представляет также белокаменная плотина усадебного пруда (18 век), по которой проходит автомобильная дорога.                                                                                        |
|      | Горки-Ленинские                                                | посёлок городского типа Горки Ленинские,Ленинский городской округ                                                                               | Государственный исторический музе́й-заповедник «Горки Ленинские»                     | Сайт | Усадьба купчихи Зинаиды Морозовой, вдовы купца-мецената Саввы Морозова (не путать с владельцем Абрамцево Саввой Мамонтовым). В Горках провёл последние годы и скончался В. И. Ленин. После закрытия музея Ленина в Москве — крупнейший в стране (наряду с Ульяновским) музей В.И. Ленина. Сюда же был полностью перенесён и воссоздан интерьер закрытого музея Кабинет и квартира В.И. Ленина в Кремле. Крупный музейный комплекс с усадебным домом, новым музейным зданием, парком, статуями ленинской тематики и музеем крестьянского быта в отдельном здании. |
|      | Даровое                                                        | Зарайский район, деревня Даровое | Государственный музей-заповедник «Зарайский кремль»                                 | Сайт | Музей-усадьба Ф. М. Достоевского, которую его отец, врач, купил сразу после того, как получил дворянство, которое ранее утратили его предки, и которое в Российской империи давало право владеть «населёнными землями» (т.е. землёй с крепостными крестьянами). Небольшой усадебный дом, внешне больше похожий на дачу, окружённый большим парком. |
|      | Захарово                                                       | Одинцовский район, деревня Захарово | Государственный историко-литературный музей-заповедник А. С. Пушкина                | Сайт | Усадьба Марии Алексеевны Ганнибал, родной бабушки А. С. Пушкина (по матери), у которой он в детстве неоднократно проводил лето. Усадебный дом, парк с прудами. |
|      | Ивановское                                                     | город Подольск, Парковая улица, д.1 | Федеральный музей профессионального образования                                     | Сайт | Усадьба героя Отечественной войны 1812 года, московского генерал-губернатора в 1848—1859 годах, генерала от инфантерии графа Аресения Закревского и его жены, графини Аграфены Толстой, подруги А. С. Пушкина и двоюродной тётки Льва Толстого. В настоящее время в отреставрированном здании усадьбы размещается крупный музей, с экспозициями, посвящёнными истории образования в России, а также истории самой усадьбы Ивановское. |
|      | Кривякино                                                      | В черте города Воскресенска | Культурный центр «Усадьба Кривякино»                                                | Сайт | Усадьба писателя И. И. Лажечникова. Главный дом с небольшим парком, павильоном и церковью (церковь не действует). Усадебный дом отреставрирован и функционирует, как музейный и культурный центр. |
|      | Костино                                                        | городской округ Королёв, ул. Ильича, д. 1 | Музейное объединение «Музеи наукограда Королёв»                                     | Сайт | Усадьба русско-немецкой семьи промышленников Крафт, После революции Крафты вынуждены были эмигрировать, а в усадьбе в 1922 году месяц отдыхал В. И. Ленин. Первоначально — музей Ленина, сегодня — краеведческий музей и музей крестьянского быта. Главный дом, флигели, парк. |
|      | Лопасня-Зачатьевское                                           | город Чехов, улица Пушкина, 10 | Музей-заповедник А. П. Чехова «Мелихово»                                            | Сайт | Усадьба Васильчиковых, которые в XIX веке породнились с вдовой и потомками А. С. Пушкина. Около усадебной церкви похоронен старший сын Пушкина, генерал от кавалерии Александр Александрович Пушкин. В старинном усадебном доме развёрнута музейная экспозиция. |
|      | Лыткарино                                                      | город Лыткарино, квартал 7, д. 6. | Лыткаринский историко-краеведческий музей                                           | Сайт | Усадьба в разные годы принадлежала сподвижнику и учителю Петра I графу (ранее — дьяку) Никите Зотову, и герою Отечественной войны 1812 года, военному разведчику и партизану, генералу от кавалерии светлейшему князю А. И. Чернышёву (женатому на наследнице рода Зотовых, Елизавете Николаевне). Усадебный дом расположен в черте города, в небольшом парке. В усадебном доме — краеведческий музей. |
|      | Мелихово                                                       | Чеховский район, с. Мелихово, | Музей-заповедник А. П. Чехова «Мелихово»                                            | Сайт | Музей-усадьба писателя и драматурга А. П. Чехова. Главный дом и несколько других построек, окружённых парком. |
|      | Мураново                                                       | Пушкинский район, деревня Мураново | Музей «Усадьба «Мураново» имени Ф.И. Тютчева»                                       | Сайт | Усадьба, принадлежавшая сначала поэту Е. А. Баратынскому, а затем поэту Ф. И. Тютчеву. Главный дом с музейной экспозицией, парк с прудом. |
|      | Остафьево                                                      | Новая Москва (номинально относится к Москве, а не к Московской области, но расположена далеко за МКАДом), Поселение Рязановское, село Остафьево | Государственный музей-усадьба «Остафьево» — «Русский Парнас»                        | Сайт | Родовая усадьба поэта князя П. А. Вяземского, где 12 лет жил и работал историк и писатель Н. М. Карамзин, неоднократно бывали А.С. Пушкин и В. А. Жуковский. Огромный и богатый усадебный дом с анфиладой парадных залов, окружённый благоустроенным огороженным парком с прудом, павильонами и дореволюционными бюстами владельцев и гостей усадьбы. |
|      | Середниково                                                    | Солнечногорский район, Посёлок санатория «Мцыри»                                                                                                | Лермонтовский центр в Середниково                                                   | Сайт | Родовая усадьба Столыпиных, родственников М. Ю. Лермонтова. В советское время — санаторий «Мцыри», в настоящее время музей ассоциации «Лермонтовское наследие». Главный дом усадьбы отреставрирован, в нём проходят регулярные экскурсии. Также усадьба часто используется для съёмок исторических фильмов. |
|      | Тараканово                                                     | деревня Тараканово (Солнечногорский район) | Музей-заповедник Д.И. Менделеева и А.А. Блока                                       | Сайт | Усадьба капитана Ивана Васильевича Тараканова — дополнительное экспозиционное пространство музея Д.И. Менделеева и А.А. Блока, расположенная рядом с церковью, где венчался Александр Блок. |
|      | Шахматово                                                      | Солнечногорский район, 1 км к западу от д. Гудино                                                                                               | Музей-заповедник Д.И. Менделеева и А.А. Блока                                       | Сайт | Музей-усадьба поэта Александра Блока, расположенная в относительной близости (в автомобильной доступности) от усадьбы Д. И. Менделеева «Боблово». Блок был женат на дочери Менделеева. Усадьбы организационно объединяет один музей. |

### Дома-музеи и дачи-музеи
| Фото | Название                                  | Местоположение | К какому музею относится                                                    | Сайт       | Описание |
| ---- | ----------------------------------------- | --- | --------------------------------------------------------------------------- | ---------- | --- |
|      | Писателя Андрея Белого                    | Балашиха, микрорайон Кучино, ул. Пушкинская, д.48а                                                                                            | Краеведческий музей города Железнодорожного                                 | Сайт       | Музей на даче писателя Серебряного века Андрея Белого |
|      | Писателя Аркадия Гайдара                  | Клин, улица Гайдара, 17 | Клинское музейное объединение                                               | Сайт       | Дом-музей детского писателя Аркадия Гайдара в относительной близости от дома-музея композитора П.И. Чайковского.                                                                               |
|      | Художника С. В. Герасимова                | Можайск, ул. Герасимова, 5 | Бородинский военно-исторический музей-заповедник                            | Сайт       | Дача-музей художника-реалиста А. М. Герасимова напротив Лужецкого монастыря. |
|      | Скульптора А. С. Голубкиной               | Зарайск, ул. Дзержинского, 38. | Музей-заповедник «Зарайский кремль»                                         | Сайт       | Музей в доме, где родилась и выросла скульптор А. С. Голубкина |
|      | Писателя и учёного С. Н. Дурылина         | Королёв, микрорайон Болшево, ул. Свободная ул. 12.                                                                                            | Музейное объединение «Музеи наукограда Королёв»                             | Сайт       | Музей на даче литературоведа, писателя и православного богослова Д. Н. Дурылина. |
|      | Епископа Серафима (Звездинского)          | Дмитров, улица Подлипичье, 13 | Музей-заповедник «Дмитровский кремль»                                       | Сайт       | Музей в доме, где жил Серафим (Звездинский), епископ Дмитровский, расстрелянный в 1937 году и причисленный к лику святых.                                                                      |
|      | Философа-анархиста П. А. Кропоткина       | Дмитров, Кропоткинская улица, 95 | Музей-заповедник «Дмитровский кремль»                                       | Сайт       | Музей в доме, где провёл последние годы жизни и скончался философ-анархист и революционер князь Пётр Кропоткин.                                                                                |
|      | Поэта Владимира Маяковского               | Пушкино, микрорайон Акулова Гора, д. 7 | Самостоятельный музей                                                       | Информация | Музей на даче поэта В. В. Маяковского на Акуловой горе. |
|      | Писателя А. С. Новикова-Прибоя            | Пушкинский городской округ, посёлок Черкизово, ул. Береговая, 7 (вход с ул. Новикова-Прибоя)                                                  | Самостоятельный музей                                                       |            | Музей на даче писателя-прозаика А. С. Новикова-Прибоя |
|      | Барда Булата Окуджавы                     | Москва (за чертой МКАД), Переделкино (исторически; в соответствии с современным адресом: Внуковское, ДСК «Мичуринец»), ул. Довженко, д. 11    | Государственный мемориальный музей Булата Окуджавы в Переделкине            | Сайт       | Музей на даче поэта-песенника, писателя-прозаика и барда Булата Окуджавы |
|      | Писателя Бориса Пастернака                | Москва (за чертой МКАД), Переделкино, улица Павленко, 3                                                                                       | Государственный литературный музей (Москва)                                 | Сайт       | Музей на даче поэта и писателя Б. Л. Пастернака |
|      | Писателя Михаила Пришвина                 | Одинцовский район, деревня Дунино, д. 2. | Государственный литературный музей (Москва)                                 | Сайт       | Музей на даче писателя, автора книг на тему русской природы Михаила Михайловича Пришвина |
|      | Композитора С. И. Танеева                 | Звенигород, микрорайон Дютьково, д. 23А | Самостоятельный музей                                                       | Сайт       | Музей на даче композитора С. И. Танеева |
|      | Народного артиста СССР Вячеслава Тихонова | Павловский Посад, улица Тихонова, 66 | Входит в состав Павлово-Посадского музейно-выставочного комплекса.          | Сайт       | Открыт в 2018 году в восстановленном доме, где родился актёр Вячеслав Тихонов. |
|      | Священника Павла Флоренского              | Сергиев Посад, Вифанская улица, 2 | Фонд науки и православной культуры священника Павла Флоренского             | Сайт       | Музей посвящён религиозному философу священнику Павлу Флоренскому. Домом-музеем в строгом смысле не является, так как расположен в относительно новом доме, где сам Флоренский никогда не жил. |
|      | Поэтессы М. И. Цветаевой                  | Королёв, улица Марины Цветаевой, 15 | Музейное объединение «Музеи наукограда Королёв»                             | Сайт       | Музей на даче поэтессы Марины Цветаевой |
|      | Композитора П. И. Чайковского             | Клин, улица Чайковского, 48. | Государственный мемориальный музыкальный музей-заповедник П. И. Чайковского | Сайт       | Музей в доме композитора Петра Ильича Чайковского |
|      | Детского писателя Корнея Чуковского       | Москва (за чертой МКАД), Переделкино (исторически; в соответствии с современным адресом: Внуковское, ДСК «Мичуринец»), ул. Серафимовича, д. 3 | Государственный литературный музей (Москва)                                 | Сайт       | Музей на даче детского поэта и писателя Корнея Чуковского |
|      | Дом Василия и Прасковьи Кулик             | Деревня Петрищево в Рузском городском округе                                                                                                  | Музейный комплекс «Зоя»                                                     | Сайт       | Дом, в которой Зоя Космодемьянская провела последнюю ночь перед казнью. |

### Военно-исторические и технические музеи
| Фото | Название                                        | Местоположение                                                         | К какому музею относится                  | Сайт | Описание |
| ---- | ----------------------------------------------- | ---------------------------------------------------------------------- | ----------------------------------------- | ---- | --- |
|      | Центральный музей Военно-воздушных сил          | Посёлок Монино в Щёлково                                               | Филиал Центрального музея Вооружённых Сил | Сайт | Один из крупнейших музеев авиации в Европе, рассказывает об истории создания и развития военной авиации в России. |
|      | Музей Ракетных войск стратегического назначения | Власиха, ул. Маршала Жукова, 40 (в 2,5 км на северо-запад от Одинцово) | Филиал Центрального музея Вооружённых Сил | Сайт | Экспозиция освещает этапы создания, становления и развития Ракетных войск стратегического назначения России.      |
|      | Музей Войск противовоздушной обороны            | Балашиха, микрорайон Заря, улица Ленина, д. 6                          | Филиал Центрального музея Вооружённых Сил | Сайт | Единственный в Европе музей истории Войск ПВО.                                                                    |
|      | Музей военной формы одежды                      | Бахчиванджи (Щёлково-4), в/ч 762 ЦОКБ вещевой службы.                  | Филиал Центрального музея Вооружённых Сил | Сайт | Музей знакомит с историей военной формы одежды; имеет обширную коллекцию наград и знаков различия.                |
|      | История танка Т-34                              | городской округ Мытищи, деревня Шолохово, дом 89 А (17 км от МКАД)     | Самостоятельный музей                     | Сайт | Посвящён образцу вооружения и военной техники, легендарной боевой машине XX века — среднему танку Т-34.           |

### Художественные и историко-художественные музеи
| Фото | Название                                                        | Местоположение                                       | К какому музею относится | Сайт | Описание |
| ---- | --------------------------------------------------------------- | ---------------------------------------------------- | ------------------------ | ---- | --- |
|      | Долгопрудненский историко-художественный музей                  | Долгопрудный, ул. Циолковского, 34                   |                          | Сайт | музей истории города Долгопрудный |
|      | Мытищинский историко-художественный музей                       | Мытищи, ул. Мира, 4                                  |                          | Сайт | центральный музей городского округа Мытищи |
|      | Государственный историко-художественный музей «Новый Иерусалим» | Истра, Ново-Иерусалимская набережная, 1              |                          | Сайт | коллекции археологических и этнографических материалов, письменных источников и фотодокументов, рукописей и редких книг, нумизматики, оружия, русских и зарубежных изобразительных материалов разных эпох (иконописи, шитья, живописи, графики, декоративно-прикладного искусства XVI-XXI вв. и т. п.). |
|      | Павлово-Посадский историко-художественный музей                 | город Павловский Посад, Большая Покровская улица, 38 |                          | Сайт | представлена историко-краеведческая экспозиция о городе, кустарных промыслах и развитии текстильной промышленности края, постоянно действуют выставки продукции уникальных предприятий: коллекция шерстяных набивных шалей, коллекция шелковых портьерных и парчовых тканей                             |
|      | Серпуховский историко-художественный музей                      | Серпухов, улица Чехова, 87                           |                          | Сайт | крупнейшая и богатейшая картинная галерея Подмосковья |

### Краеведческие музеи
| Фото | Название                                 | Адрес                                                                          | К какому музею относится | Сайт | Описание |
| ---- | ---------------------------------------- | ------------------------------------------------------------------------------ | ------------------------ | ---- | --- |
|      | Одинцовский историко-краеведческий музей | Одинцово, Коммунальный проезд, 1                                               |                          | Сайт | Залы музея рассказывают об истории Одинцовского района, связанных с ним именах русских людей, о Великой Отечественной войне и солдатах, принимавших участие в боевых действиях в «горячих» точках. |
|      | Музей деревянного зодчества в Истре      | Территория у Государственного историко-художественного музея «Новый Иерусалим» |                          |      | Экспозиция рассказывает о крестьянской жизни и народных промыслах. |

### Другие музеи
| Фото | Название                    | Местоположение                           | К какому музею относится                              | Сайт | Описание |
| ---- | --------------------------- | ---------------------------------------- | ----------------------------------------------------- | ---- | --- |
|      | Музей «Коломенская пастила» | Коломна, Посадская улица, дом 13/а       | входит в музейно-творческий кластер Коломенский Посад | Сайт | На музейном производстве создают три вида русской пастилы: рыхлую белковую, рыхлую безбелковую и плотную пастилу.                                                   |
|      | Музей спички                | Люберцы, Котельнический проезд, дом 25 б |                                                       | Сайт | Музей посвящён спичечным коробкам и этикеткам |
|      | Музей российской фотографии | Коломна, ул. Исаева, дом 19              | входит в структуру Музея органической культуры        | Сайт | Музейная коллекция насчитывает около 7 000 дагерротипов, стеклянных пластин, негативов, слайдов и фотографий авторов, чья деятельность фотографов связана с Россией |
|      | Музей истории мироздания    | Талицы (городской округ Истра), дом 44   |                                                       | Сайт | Метеориты, минералы, окаменелости и динозавры |